# Asingan
Asingan ist eine Stadtgemeinde in der philippinischen Provinz Pangasinan. Im Jahre 2015 zählte sie 57.355 Einwohner. Das Gebiet liegt in einer großen Ebene. In der Gemeinde befindet sich ein Campus der Pangasinan State University.
Asingan ist in folgende 21 Baranggays aufgeteilt:
| - Ariston Este - Ariston Weste - Bantog - Baro - Bobonan - Cabalitian - Calepaan - Carosucan Norte - Carosucan Sur - Coldit - Domanpot | - Dupac - Macalong - Palaris - Poblacion East - Poblacion West - San Vicente Este - San Vicente Weste - Sanchez - Sobol - Toboy |